# Ostatni szczegół
Ostatni szczegół (tyt. oryg. The Final Detail) – amerykańska powieść sensacyjna z 1999 r., której autorem jest Harlan Coben. Szósta część przygód Myrona Bolitara, byłego koszykarza i agenta sportowego w jednej osobie. Polskie wydanie, w tłumaczeniu Andrzeja Grabowskiego, wydała oficyna „Albatros” w 2003 r.

## Fabuła
Po tragicznych wydarzeniach Myron zaszywa się na Karaibach z dopiero co poznaną dziennikarką CNN. W tym samym czasie w Nowym Jorku ginie jego klient, bejsbolista Clu Haid, zawodnik Jankesów. O morderstwo zostaje oskarżona przyjaciółka i wspólniczka Myrona – Esperanza Diaz.